# River Crane
Der River Crane ist ein Wasserlauf in Greater London, England. Er entsteht in Hayes im London Borough of Hillingdon und fließt in südlicher Richtung. Er kreuzt den Grand-Union-Kanal und bildet von dort an die Grenze zwischen Hillingdon und dem London Borough of Hounslow, bis er, nachdem er am Ostrand des Flughafens London Heathrow vorbeigeflossen ist, die A30road kreuzt. Im Südwesten von Twickenham bildet der River Crane die Grenze zwischen Hounslow und dem London Borough of Richmond upon Thames. Hier wendet der Fluss sich in eine östliche Richtung. Östlich des Bahnhofs Twickenham wendet der Fluss sich dann in nördliche Richtung, um in Isleworth, südlich des Isleworth Ait, in die Themse zu münden. 
Der Duke of Northumberland’s River mündet westlich des Hunslow Heath in den River Crane.(51° 27′ 35″ N, 0° 24′ 5″ W) In Twickenham trennt sich der Duke of Northumberland’ River dann wieder vom River Crane (51° 26′ 50″ N, 0° 20′ 50″ W).